# Derrick Henry
Derrick Henry (* 4. Januar 1994 in Yulee, Florida) ist ein US-amerikanischer American-Football-Spieler auf der Position des Runningbacks. Er spielt seit 2024 für die Baltimore Ravens in der National Football League (NFL). Zuvor stand Henry acht Jahre lang bei den Tennessee Titans unter Vertrag.

## College
Henry, der schon früh sportliches Talent erkennen ließ und in der Highschool neben dem Football-  auch dem Leichtathletik- und dem Basketball-Team angehörte, besuchte die University of Alabama und spielte für deren Mannschaft, die Crimson Tide, von 2013 bis 2015 überaus erfolgreich College Football. Vor allem in der Spielzeit 2015 zeigte er herausragende Leistungen: er erlief 2219 Yards und erzielte 28 Touchdowns. Dadurch konnte er mit seinem Team nicht nur die nationale Meisterschaft gewinnen, sondern stellte auch eine ganze Reihe von Rekorden auf und wurde auch mit einer Reihe prestigeträchtiger Preise ausgezeichnet, darunter auch mit der Heisman Trophy, die an den besten College-Football-Spieler überhaupt geht.

## NFL
Beim NFL Draft 2016 wurde er in der zweiten Runde als insgesamt 45. von den Tennessee Titans ausgewählt.
Am 9. März 2016 erhielt Henry einen Vierjahresvertrag in der Höhe von 5,4 Millionen US-Dollar. Mit Henry und Marcus Mariota hatten die Titans die Heisman-Trophy-Sieger der Jahre 2014 und 2015 in ihrem Team. In seiner Rookiesaison erzielte Henry für die Titans 5 Touchdowns.
Am 6. Dezember 2018 brach Henry im Match gegen die Jacksonville Jaguars gleich vier Rekorde. Die insgesamt 238 erlaufenen Yards und vier erzielten Touchdowns bedeuteten Bestwert in der Geschichte der Titans sowie der Thursday-Night-Football-Spiele. Dafür benötigte er so wenige Ballaktionen (17) wie kein Spieler vor ihm. Zudem konnte er mit einem 99-Yards-Touchdown-Lauf den 35 Jahre alten Rekord von Hall of Famer Tony Dorsett egalisieren.
Am 17. Dezember 2019 wurde Henry erstmals in den Pro Bowl gewählt. Mit 1.540 Rushing Yards führte er die NFL am Ende der Regular Season an. Nach der Saison 2019 lief sein Vertrag aus, daher belegten ihn die Titans mit dem Franchise Tag. Am letztmöglichen Tag einen langfristigen Vertrag zu unterschrieben, einigten sich Henry und die Titans auf einen Vierjahresvertrag über 50 Millionen US-Dollar.
Am 3. Januar 2021 lief Henry für 250 Yards im Spiel gegen die Houston Texans und erreichte damit als erst achter Spieler überhaupt die Marke von 2.000 Rushing Yards innerhalb einer Regular Season. Damit erlief er auch zum zweiten Mal in Folge die meisten Rushing Yards (insgesamt 2.027 Yards) in einer Saison. Henry wurde außerdem zu seinem zweiten Pro Bowl gewählt.
Henry wurde für seine Leistungen in den Saisons 2022 und 2023 erneut in den Pro Bowl gewählt. In seinem letzten Spiel für die Titans erlief er 153 Yards und einen Touchdown. In den acht Spielzeiten erlief er für die Titans 9.502 Yards und 90 Touchdowns. 
Im März 2024 unterschrieb Henry einen Zweijahresvertrag im Wert von 16 Millionen US-Dollar, mit Bonuszahlungen bis zu 20 Millionen US-Dollar, bei den Baltimore Ravens.